# Grafschaft Henneberg
Die Grafschaft Henneberg war eine fränkische Grafschaft zwischen Thüringer Wald und Main und umfasste Gebiete der Rhön, des Grabfeldes und der Haßberge. Sie existierte vom Ende des 11. Jahrhunderts bis 1660 und war eine Gründung der Grafen von Henneberg, die in mehreren Linien regierten. Die bedeutendste Linie, Henneberg-Schleusingen, regierte ab 1310 eine reichsunmittelbare und gefürstete Grafschaft, bis zum Aussterben der Henneberger im Jahre 1583. 1660 teilten verschiedene Linien der Wettiner die Grafschaft unter sich auf.
Die größte Ausdehnung der Grafschaft erstreckte sich in Ost-West-Richtung von den heutigen Landkreisen Coburg und Sonneberg bis nach Bad Salzungen; in Nord-Süd-Richtung reichte sie von Ilmenau bis Mainberg vor die Tore Schweinfurts. Das aus der ehemaligen Grafschaft Henneberg hervorgegangene Henneberger Land gehört wie ganz Südthüringen zur länderübergreifenden Region Franken, die Bayern, Thüringen, Baden-Württemberg und Hessen kulturhistorisch verbindet.

## Die gefürstete Grafschaft Henneberg

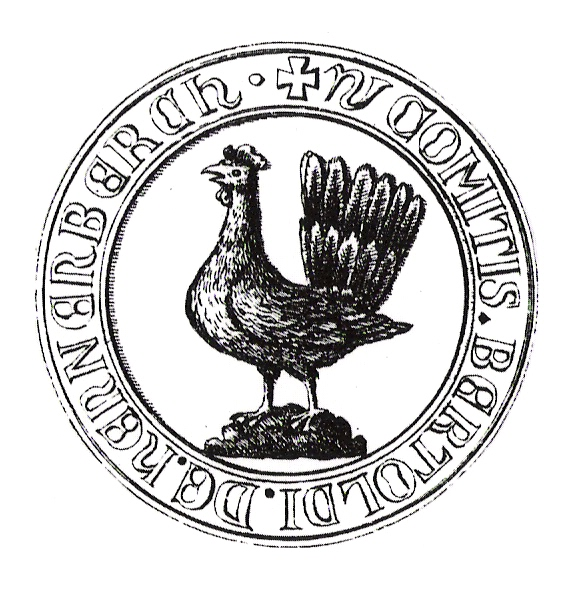
Siegel Berthold V. 1262–1284

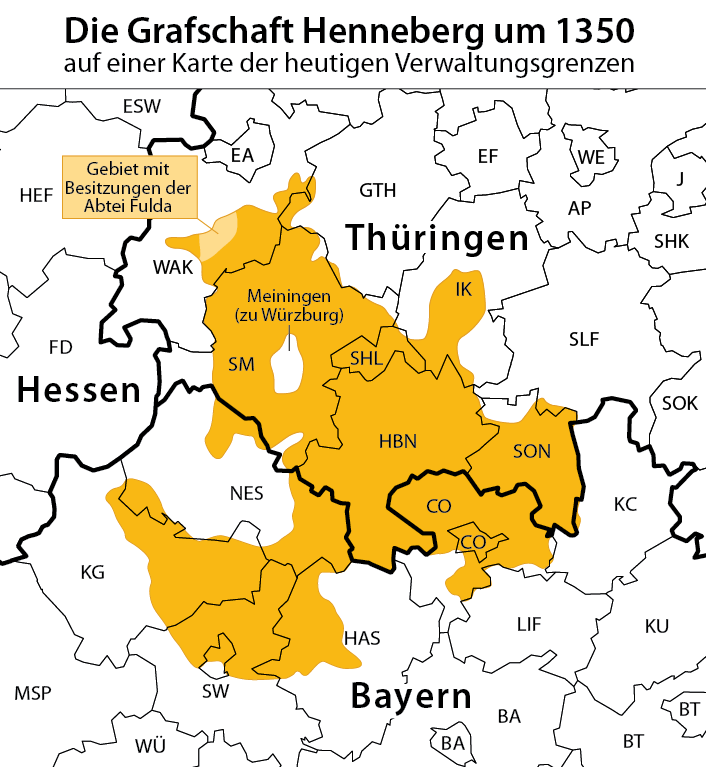
Die gefürstete Grafschaft Henneberg 1312–1353

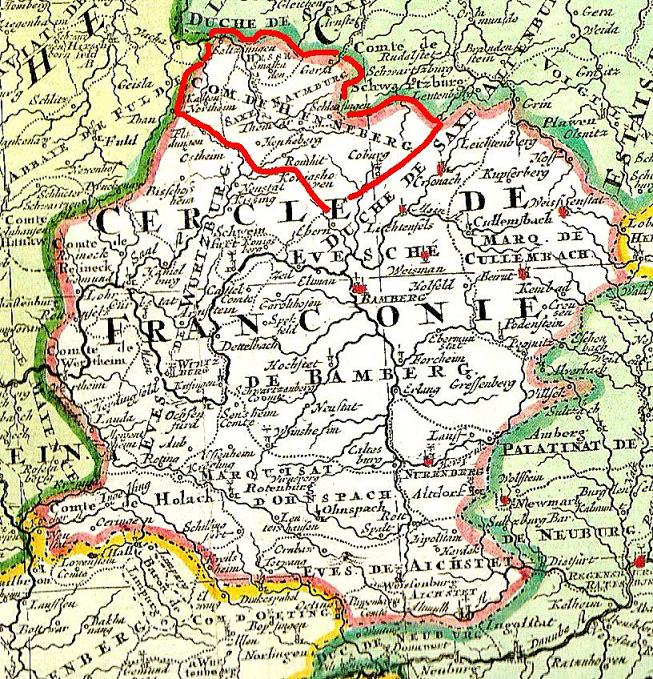
Henneberg im Fränkischen Reichskreis 1740

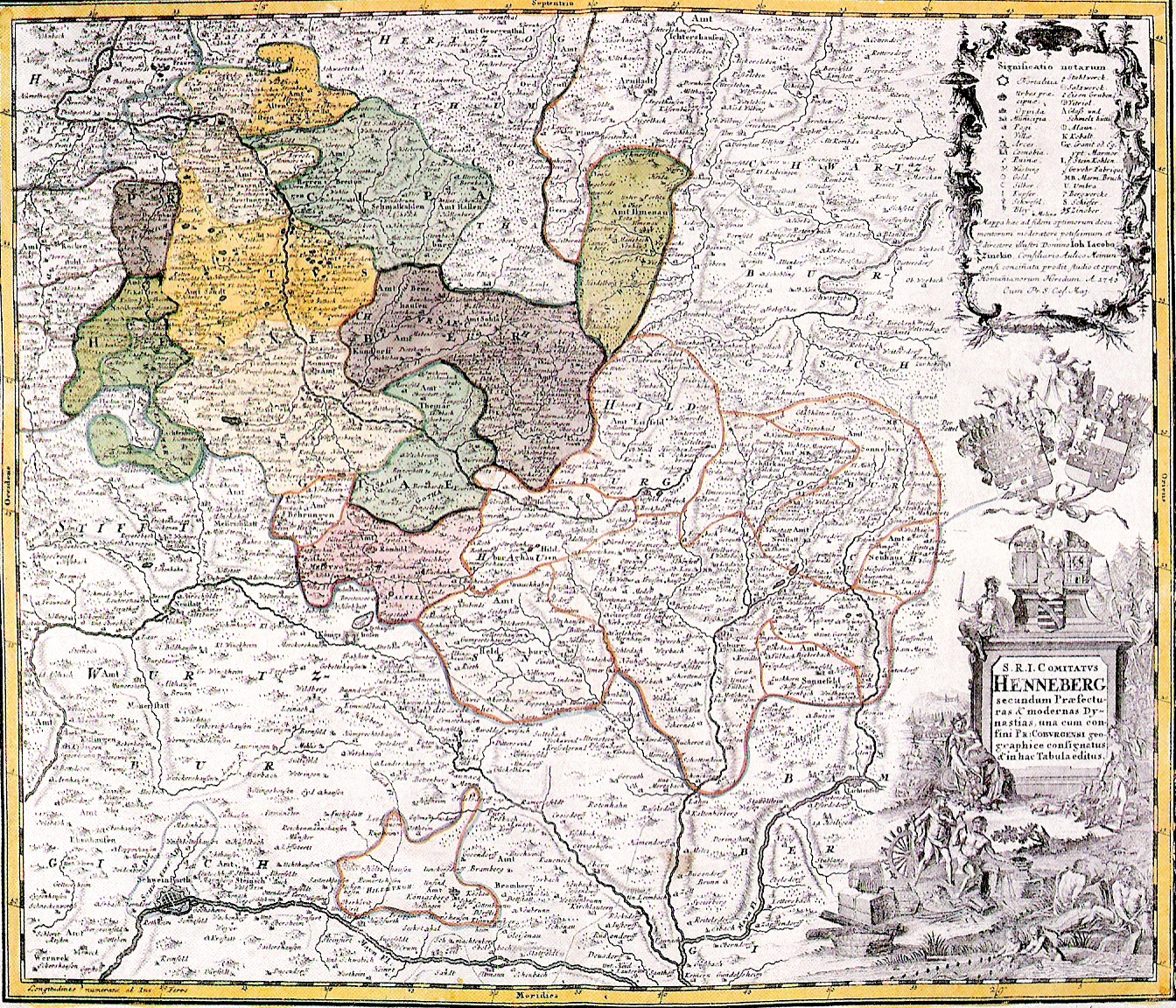
Gliederung der Grafschaft um 1750

Aus einer vorübergehenden Schwächung der fränkischen Zentralgewalt und dem Verlust des fränkischen Reichsguts, dem Zerfall der fränkischen Grafschaftsverfassung und den darauffolgenden  Fehden und Machtkämpfen gingen die Grafen von Henneberg, die sich nach ihrer Stammburg, der Burg Henneberg in der Nähe des Ortes Henneberg im heutigen Landkreis Schmalkalden-Meiningen nannten, als Sieger hervor.
Erstmals wurde das Geschlecht chronikalisch 1078 und urkundlich im Jahr 1096 erwähnt. Das gräfliche Geschlecht von Henneberg trat erstmals mit Graf Godebold II. auf. Die Henneberger stammten von dem Bamberger Geschlecht der Popponen ab. 1190 teilte sich das Haus in die Linien Henneberg, Botenlauben und Struphe bzw. Strauf. 1274 erfolgte die folgenschwere hennebergische Hauptteilung in die Linien Henneberg-Schleusingen, Henneberg-Aschach-Römhild und Henneberg-Hartenberg, wobei die politische Einheit des nördlichen Frankens verloren ging. Als mächtigste Linie gingen die Schleusinger mit Sitz auf Schloss Bertholdsburg aus dieser Teilung hervor. Henneberg-Schleusingen bestand auch am längsten, bis 1583. Im Jahre 1310 wurde Berthold VII. von Henneberg-Schleusingen, der 1274 die Henneburg erhalten hatte, in den Fürstenstand erhoben. Fortan trug die Grafschaft den Titel „Gefürstete Grafschaft Henneberg“.
Nach dem Aussterben der Herzöge von Meranien im Jahr 1248 fielen Gebiete rings um Sonneberg und Coburg an die Grafen von Henneberg. Zwischen beiden Adelshäusern bestanden verwandtschaftliche Beziehungen (Ehe von Poppo VI., dem Vater Ottos von Botenlauben, mit Sophie von Istrien um 1165). Dieses Gebiet ging als Pflege Coburg 1291 an das askanische Kurfürstentum Brandenburg verloren, gelangte als Mitgift aber 1312 wieder zur inzwischen gefürsteten Grafschaft Henneberg, die damit ihre größte territoriale Ausdehnung erreichte.
Die Henneberger hatten von 1157 bis 1354 auch die Burggrafenwürde in Würzburg inne. Diese ging aber im Machtkampf mit den Würzburger Bischöfen ebenso wie territoriale Besitzungen (z. B. um Münnerstadt) verloren. Die bedeutendsten Städte Hennebergs waren Schmalkalden, Coburg, Suhl und ab 1542 Meiningen. Suhl bildete mit umfänglichem Bergbau und der Waffenfabrikation ein wirtschaftliches Zentrum, in Meiningen waren das Textil- und das Metallhandwerk sowie das Brauwesen stark vertreten, während die anderen Städte als Residenzen und Quellen von Kultur und Kunst dienten. Geistliches Zentrum Hennebergs war das von den Hennebergern im Jahre 1131 gegründete Prämonstratenserkloster Veßra (jetzt Hennebergisches Museum Kloster Veßra), das fast allen Generationen als Grablege diente.
1353/1397 ging mit der Pflege Coburg ein bedeutender Teil der Grafschaft an das Haus Wettin als Mitgift Katharinas († 1397) bei der Hochzeit mit Friedrich dem Strengen verloren. Der aus dieser Ehe hervorgegangene Friedrich IV. war der erste Kurfürst aus dem Haus Wettin. Die nun wettinische Pflege Coburg grenzte sich in der Folgezeit mit der Sächsischen Landwehr von der nun wesentlich verkleinerten Grafschaft Henneberg ab.
Die Grafschaft Henneberg gehörte bis 1806 zum Fränkischen Reichskreis. Sie besaß eine Brückenfunktion zwischen Franken und dem thüringisch/sächsischen Raum. Mit dem Tausch des bisher hennebergischen Mainberg 1542 gegen das würzburgische Meiningen vollzog sich einerseits der endgültige Rückzug vom Main, andererseits gelang eine vorteilhafte Arrondierung des Territoriums. Graf Georg Ernst von Henneberg-Schleusingen, seit 1543 Mitregent seines Vaters Wilhelm VI., schloss sich 1544 der Reformation an, obwohl sein Vater zunächst weiterhin dem alten Glauben treu blieb. Geldmangel führte zu einer Schuldverschreibung an das wettinische Sachsenhaus, da im katholischen Franken kein Partner gefunden werden konnte. Am 1. September 1554 wurde im Rathaus zu Kahla zwischen den ernestinischen Herzögen Johann Friedrich II., Johann Wilhelm I. und Johann Friedrich III. der Jüngere sowie den Grafen Wilhelm VI., Georg Ernst und Poppo von Henneberg-Schleusingen die ernestinisch-hennebergische Erbverbrüderung beschlossen.

## Auflösung

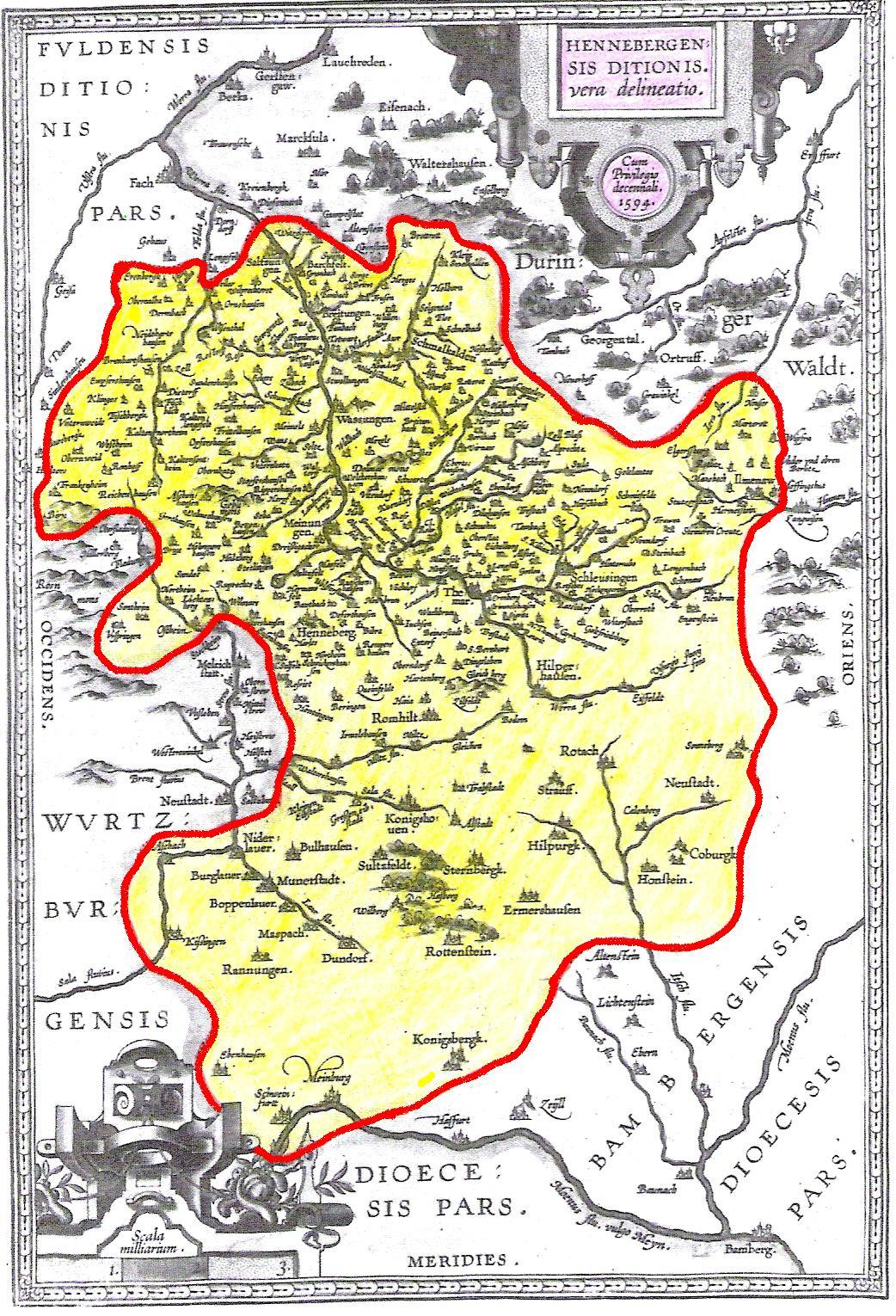
Grafschaft Henneberg um 1594 unter wettinischer Verwaltung

Der Kahlaer Vertrag mit den Wettinern sah bei kinderlosem Ableben der Henneberger Linie die Übernahme Hennebergs durch Sachsen vor. Dieser Fall trat 1583 ein. Nur die Herrschaft Schmalkalden geriet an die Landgrafschaft Hessen-Kassel. Sachsen konnte seine Macht nach Franken ausdehnen – nach dem Aussterben der gefürsteten Grafen von Henneberg kamen sieben Zwölftel der hennebergischen Besitzungen an die Ernestiner, die aber zunächst mit den übrigen fünf Zwölfteln der Albertiner in gemeinsamer Verwaltung mit Sitz in Meiningen blieben. Da sich Ernestiner und Albertiner nicht über die Erbschaft einigen konnten, wurde die Grafschaft Henneberg 1660/61 aufgelöst und der weimarische Anteil der ehemaligen Grafschaft mit dem Herzogtum Sachsen-Weimar vereinigt; der Anteil Gothas verschmolz mit dem Herzogtum Sachsen-Gotha. Spaltungen dieser Linien in immer kleiner werdende Ernestinische Herzogtümer führten zur weiteren Zersplitterung des Henneberger Territoriums. Der albertinische Anteil ging bis 1718 an das Herzogtum Sachsen-Zeitz, fiel anschließend wieder an die albertinische Hauptlinie zurück und ging 1815 nach den Freiheitskriegen zusammen mit mehr als der Hälfte des Königreiches Sachsen – Gebiete des ehemaligen Kurkreises (Wittenberg), des thüringischen Kreises (Langensalza) und des Neustädter Kreises sowie der Stifte Merseburg und Naumburg-Zeitz – in den Besitz des Königreichs Preußen über: Provinz Sachsen (Kreis Schleusingen). Mit dem ab 1826 vergrößerten Herzogtum Sachsen-Meiningen sorgte im 19. Jahrhundert einer der Nachfolgestaaten Sachsen-Gothas für eine erste teilweise Wiedervereinigung der Region.
Das ursprüngliche Wappen der Henneberger zeigt eine schwarze Henne auf drei grünen Hügeln im goldenen Feld. Das Wappen der Linie Henneberg-Schleusingen zeigt ab 1393 in zwei Feldern die Henne auf dem Dreiberg und in den anderen zwei Feldern das geteilte Wappen der Burggrafschaft Würzburg (mit Doppeladler und Schachfeld).
Die Henne als Wappentier der Grafschaft ist in den Wappen der zahlreichen Nachfolgestaaten enthalten, beispielsweise des
- Fürstentums Sachsen-Coburg,
- Herzogtums Sachsen-Meiningen,
- Herzogtums Sachsen-Altenburg,
- Herzogtums Sachsen-Coburg und Gotha,
- Großherzogtums Sachsen-Weimar-Eisenach,
- Königreichs Sachsen und des
- Königreichs Preußen.

Die Bildung der Weimarer Republik bewirkte mit der Gründung des Landes Thüringen eine weitere Zusammenlegung ehemals hennebergischen Landes. Der Freistaat Coburg schloss sich dem Freistaat Bayern an. Die Gebiete um Schmalkalden und Schleusingen blieben weiterhin bis 1945, formell bis 1947, ein Teil Preußens.
Bis 1806 blieb die Grafschaft Henneberg formell als Teil der Bank der Grafen im Fränkischen Reichskreis existent.
Die katholischen Christen im heutigen Südthüringen waren bis 1973 dem Bistum Würzburg zugeordnet. Bis 1994 existierte eine Interimslösung, dann wurde das Gebiet dem neu gegründeten Bistum Erfurt zugeordnet.

## Henneberg heute
Die hennebergische Vergangenheit südlich des Rennsteigs zeigt sich insbesondere im gemeinsamen ostfränkischen Dialekt. Die alte Region Henneberg entspricht heute der kulturhistorischen Landschaft Henneberger Land in Südthüringen mit den Landkreisen Bad Salzungen (jetzt im Wartburgkreis), Schmalkalden-Meiningen und Hildburghausen und der kreisfreien Stadt Suhl. Je nach Betrachtungsweise werden auch Teile der Landkreise Rhön-Grabfeld, Bad Kissingen, Haßberge, Schweinfurt (Regierungsbezirk Unterfranken), Coburg (Regierungsbezirk Oberfranken), Sonneberg und Ilm-Kreis (Thüringen) hinzugezählt.

## Bedeutende Bauwerke

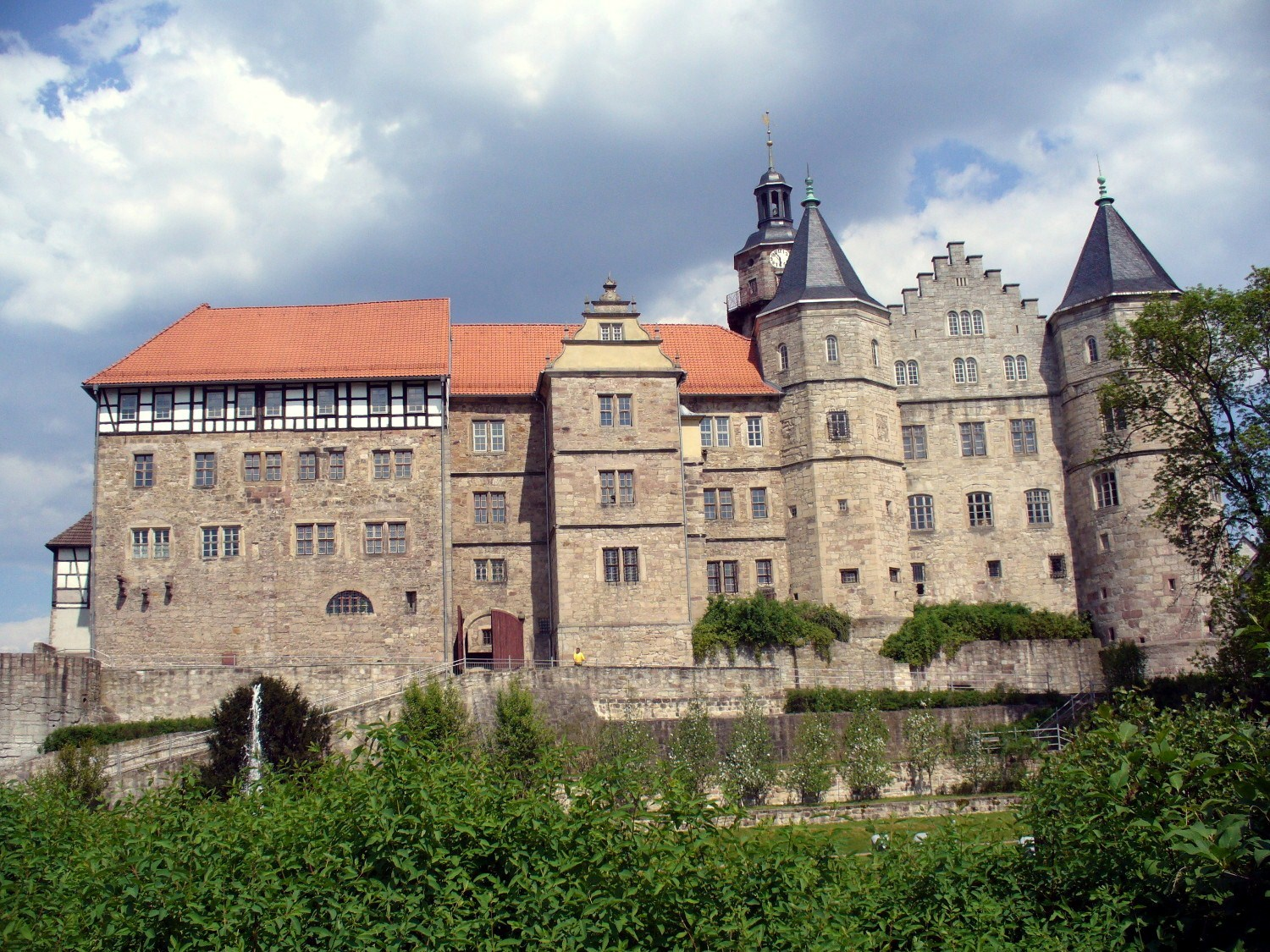
Hennebergische Residenz Bertholdsburg in Schleusingen

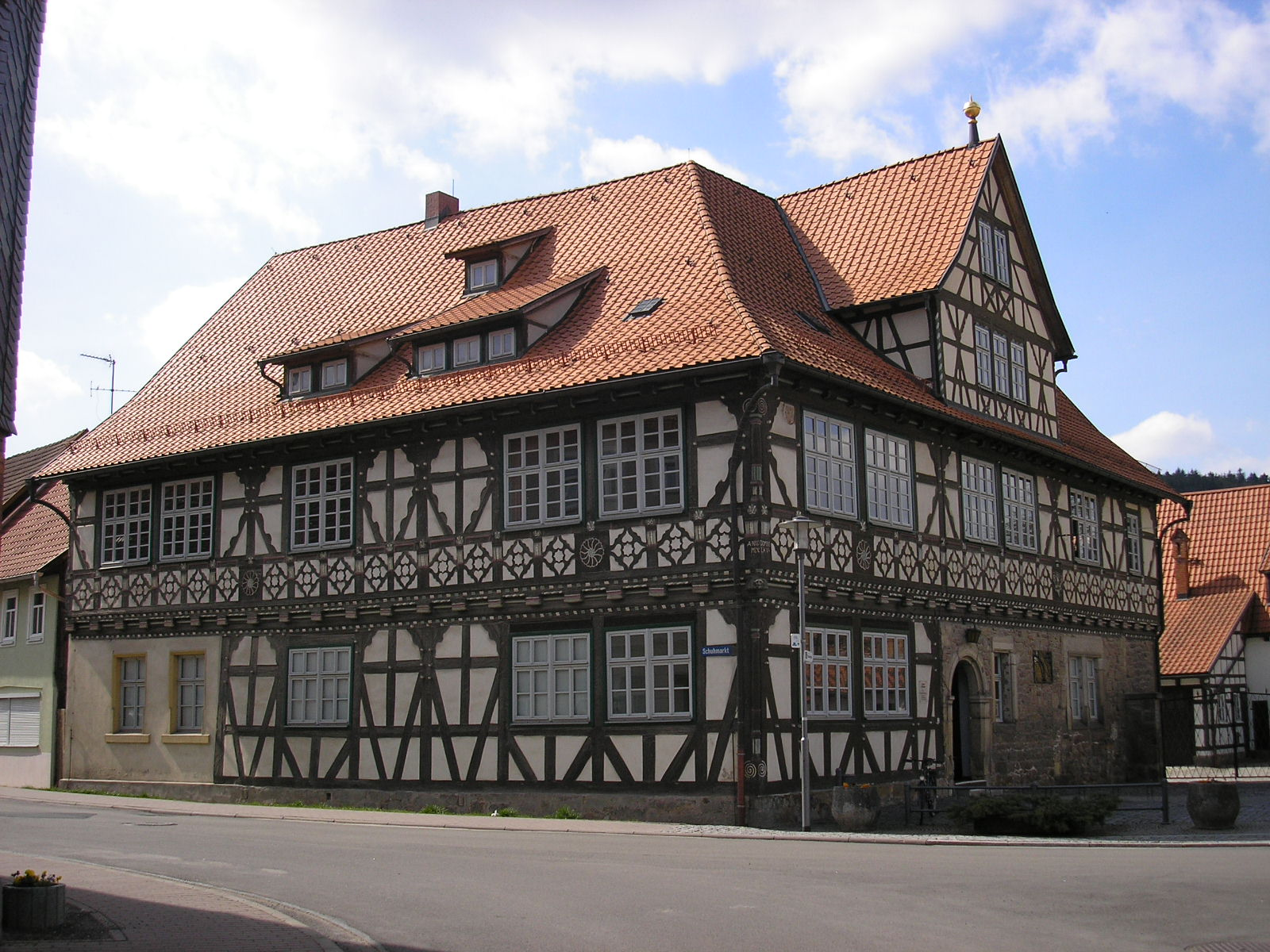
Hennebergisches Fachwerk in Themar

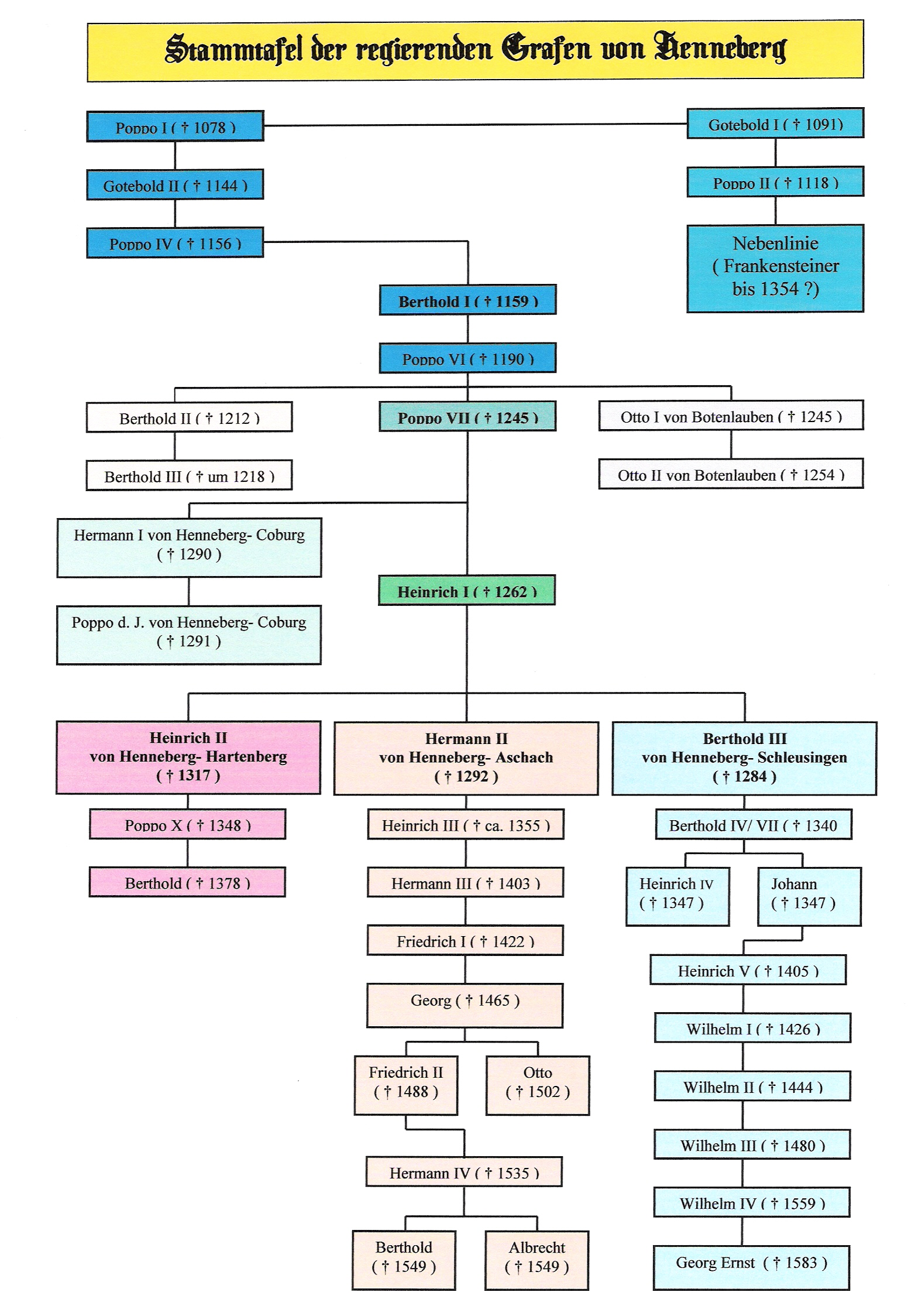
Stammtafel der Grafen von Henneberg

- Schloss Aschach
- Bertholdsburg, Schleusingen
- Schloss Breitungen
- Veste Coburg
- Hallenburg
- Veste Heldburg
- Burg Henneberg
- Schloss Hohenstein
- Burgruine Hutsberg
- Johanniterburg Kühndorf
- Schloss Mainberg
- Schloss Glücksburg, Römhild
- Stiftskirche (Römhild)
- Burgruine Hartenburg
- Burgruine Straufhain
- Kloster Veßra
- Burgruine Maienluft, Wasungen